# Jolana
Jolana — чехословацкий бренд, под которым выпускались электрогитары и бас-гитары с 1953 года по 1993 год.
Производство электрогитар в Чехословакии началось в 1953 году, когда завод Resonet в Блатне возглавил Йозеф Ружичка. Первая модель (электрическая гавайская гитара) называлась Akord, за ней в 1955 году последовала Arioso. Также был выпущен электроконтрабас Arco.
В тот период электрогитары со сплошным корпусом уже добились определённого успеха на рынке США, поэтому одной из следующих моделей стала Grazioso, конструктивно сходная с Fender Stratocaster, но не копировавшая её. Она экспортировалась в конце 1950-х годов в т.ч. в Великобританию, где на импорт американских товаров был наложен запрет. Этот инструмент продавался британским импортёром Selmer под маркой Futurama.
В 1959-60 годах производство гитар было перенесено на новый завод Neoton в Градец Кралове, Grazioso сменили упрощённые модели Star и Star III, которые до 1963 года также экспортировались в Великобританию (Futurama II и Futurama III). Однако, вслед за снизившимся качеством, со временем упал и спрос импортёров, а маркетинговые мероприятия компании всё более переориентировались на страны Восточного блока. Вскоре гитары, выпускаемые Неотоном, стали продаваться под торговой маркой Jolana.
В 1962 году открылся завод в Горжовице, а в 1965-м — в Крнове.
Производство было прекращено в конце 1989 года. Десятью годами позже была основана компания NBE Corporation (New Bohemian Electric), которая в 2001/2 годах возобновила выпуск электрических струнных инструментов в городе Дроздов. Первыми инструментами стали контрабасы для американской компании NS Design, позже бас-гитары Spector. Бренд Jolana был возрождён в 2001 году.
Затем был перерыв, до 2002 года, после чего производство возобновилось, но с меньшими объемами и модельным рядом.
На данный момент, компания NBE продаёт на территории Чехии и других европейских стран инструменты брендов Spector, NS Design, Schaller, WD, ESP, Ashdown, и Tech 21.

## Модели
Особенностью некоторых моделей является то, что один и тот же корпус использовался для гитары и баса, что позволило снизить себестоимость продукции. Тем не менее, версии отличаются мензурой, длиной грифа и специальным оборудованием.
1. Chord
2. Basso V
3. Neoton
4. Marina
5. Basora
6. Alexandra
7. Alexis II
8. Basso IV
9. Pedro
10. Star VII
11. Sirius
12. Star
13. Big Beat
14. Hurricane
15. Diskant
16. Alfa
17. Star IX
18. Basso IX
19. Basso X
20. Tornado
21. Graziela special II
22. Special
23. Rubin (гитара и бас)
24. Kolorbas
25. Studio (гитара и бас)

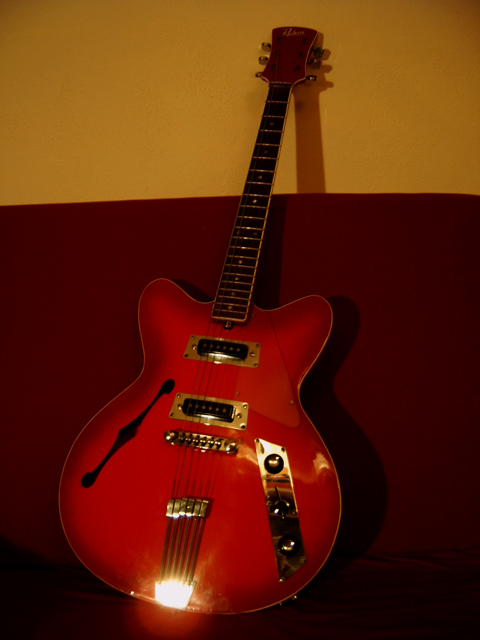
Rubin

26. Diamant (гитара, копия Gibson Les Paul и бас, 4 модели (год выпуска) '79,'83 2004 2008)
27. Onyx («бюджетный» diamant, с худшими деталями, и большой панелью, красился в яркие цвета, в отличие от diamant)
28. Vikomt (гитара и бас)
29. Iris (гитара и бас)
30. Altro
31. Superstar (гитара и бас)
32. Disco (гитара и бас)
33. Galaxis (гитара и бас)
34. Jantar (гитара и бас)
35. D Bass (копия Rickenbacker 4001\4003)
36. Strat
37. Proxima (гитара и бас)
38. RK120
39. RK140
40. RK Bass